# Галкин, Виктор Аполлонович
Ви́ктор Аполло́нович Га́лкин (25 июля 1947, Чебоксары — 20 октября 2004) — российский валторнист, солист Большого симфонического оркестра им. П. И. Чайковского, лауреат международного конкурса, Народный артист России (1997), сын композитора Аполлона Галкина.

## Биография
Виктор Галкин начал своё музыкальное образование в Духовом оркестре Дворца пионеров г. Чебоксары, позже учился в Чебоксарском музыкальном училище.
В 1973 году он окончил Московскую консерваторию имени П. И. Чайковского по классу валторны у А. И. Усова.
В 1968 году он стал лауреатом второй премии на музыкальном конкурсе «Пражская весна».
С 1972 года Галкин был артистом, а с 1977 — солистом Большого симфонического оркестра им. П. И. Чайковского, носившего в то время название Симфонического оркестра Всесоюзного радио.
В 1997 году ему было присуждено звание Народный артист России.
В 2001 году указом президента Владимира Путина Виктор Галкин в числе четырёх известных московских музыкантов был награждён Орденом Почёта за многолетнюю плодотворную деятельность в области культуры и искусства, большой вклад в укрепление дружбы и сотрудничества между народами.

## Награды и звания
- Заслуженный артист РСФСР (1985)
- Народный артист Российской Федерации (1997)[3]
- Орден Почёта (2001)